# Virginia Gómez
Virginia Gómez (Rosario, Santa Fe, Argentina; 26 de febrero de 1991) es una futbolista argentina que juega como defensora en San Lorenzo de la Primera División A de Argentina, y en la selección de Argentina.

## Trayectoria

### Inicios
Dio sus primeros pasos en el Barrio Belgrano, hasta que a los 13 llegó a un club de chicas que se organizaban para jugar en cancha de 7. A los 15 tuvo su primer equipo, para jugar 11 contra 11: con las Águilas de Fé disputó la Liga rosarina.

### Rosario Central
Llegó a Rosario Central (luego de dos años de una grave lesión, ligamentos y meniscos de la rodilla izquierda rotos que la dejarían afuera antes de ir por primera vez a la Selección Argentina mayor) para comenzara jugar en el futsal femenino de Rosario Central para luego empezar a jugar en cancha de 11 para poder ser seleccionada en la Selección absoluta por primera vez.
En el año 2019, con Rosario Central, participa del primera Copa Santa Fe Femenina Archivado el 3 de noviembre de 2017 en Wayback Machine. llegando a la semifinal a espera de poder llegar a la final.
También participó del histórico preliminar de Rosario Central frente Estudiantes de la plata, en el marco de siendo la primera vez que el fútbol femenino juega en el Gigante de Arroyito donde Virginia Gómez, jugó de titular y a los 22 minutos del primer tiempo abre el marcador para luego terminar venciendo a Estudiantes por 3 a 0.
El 9 de diciembre del 2018, luego de que el equipo masculino de Rosario Central se consagre campeón de la Copa Argentina edición 2018, el club auriazul realizó un amistoso entre el plantel campeón frente a Históricos de Rosario Central donde participó "Chichi" y fue la autora del único gol de los históricos para finalizar el encuentro en empate con un tanto para cada equipo.

### San Lorenzo
A principios de 2022 se confirma su llegada al Ciclón.

## Selección nacional
Fue convocada para la Selección Argentina Femenina Sub-17 por Carlos Borrello, donde disputaron el sudamericano terminando cuartas, y Sub-20 en Brasil para jugar el Sudamericano obteniendo el segundo lugar. Debutó en la Copa Mundial de la FIFA, de la misma categoría, en 2008 ante China donde el encuentro terminó 0 a 0, para más tarde quedar eliminadas.
Su debut en la selección mayor femenina fue el 28 de febrero de 2019 en un amistoso frente a Corea del Sur (derrota 5 a 0). Virginia fue convocada varias veces para la selección mayor, estando presente en la clasificación al mundial 2019 en el repechaje ante Panamá, y preseleccionada y luego seleccionada en la lista de 23, por Carlos Borrello, para el mundial femenino de fútbol 2019, en Francia.
Virginia fue titular en los 90 minutos del primer partido del mundial de Francia 2019, frente a Japón, logrando empatar sin goles y llevándose el primer punto de toda la historia de la selección argentina femenina.

### Participaciones en Copas del Mundo
| Torneo               | Sede    | Resultado    | Partidos | Goles | Asistencias |
| -------------------- | ------- | ------------ | -------- | ----- | ----------- |
| Copa Mundial de 2019 | Francia | Primera fase | 1        | 0     | 0           |

### Estadísticas
Datos actualizados al último partido jugado el 1 de agosto de 2025.
| Selección | Año   | Amistoso | Amistoso | Copa América | Copa América | Mundial | Mundial | Juegos Panamericanos | Juegos Panamericanos | Total | Total |
| Selección | Año   | PJ       | G        | PJ           | G            | PJ      | G       | PJ                   | G                    | PJ    | G     |
| --------- | ----- | -------- | -------- | ------------ | ------------ | ------- | ------- | -------------------- | -------------------- | ----- | ----- |
| Argentina |       |          |          |              |              |         |         |                      |                      |       |       |
| 2017      | 2     | 0        | 0        | 0            | 0            | 0       | 0       | 0                    | 2                    | 0     |       |
| 2018      | 2     | 0        | 0        | 0            | 0            | 0       | 0       | 0                    | 2                    | 0     |       |
| 2019      | 2     | 0        | 0        | 0            | 1            | 0       | 1       | 0                    | 4                    | 0     |       |
| 2024      | 1     | 0        | 0        | 0            | 0            | 0       | 0       | 0                    | 1                    | 0     |       |
| 2025      | 2     | 0        | 1        | 0            | 0            | 0       | 0       | 0                    | 3                    | 0     |       |
| Total     | Total | 9        | 0        | 1            | 0            | 1       | 0       | 1                    | 0                    | 12    | 0     |

## Palmarés
| Título                            | Club            | País      | Año      |
| --------------------------------- | --------------- | --------- | -------- |
| Liga Casildense                   | Rosario Central | Argentina | 2017     |
| Primera División de Rosario (ARF) | Rosario Central | Argentina | A. 2017  |
| Primera División de Rosario (ARF) | Rosario Central | Argentina | Ap. 2018 |
| Primera División de Rosario (ARF) | Rosario Central | Argentina | Cl. 2018 |
| Primera División A                | San Lorenzo     | Argentina | Cl. 2024 |

## Reconocimientos
- Reconocimiento por su participación en el Mundial de Francia 2019 por parte del Club Atlético Rosario Central (2019).[24]